# 카탈루냐 공화국 (2017년)
카탈루냐 공화국(카탈루냐어: República Catalana, 스페인어: República Catalana, 오크어: Republica Catalana)은 2017년 10월 27일에 독립을 선포한 이베리아반도의 미승인 국가였다.
2017년 카탈루냐 독립 국민투표에 따라 스페인의 자치 지방으로 남아 있던 카탈루냐 지방이 스페인에서 독립을 선포했으나 국제적으로 주권을 승인 받지는 못한 상태였다. 10월 31일 독립국가 지위를 일시 중지함을 선포하면서 독립 국가로써의 공화국은 멸망하였다.

## 역사
2017년 카탈루냐 독립 국민투표가 2017년 10월 1일에 실시되었다. 이에 스페인 중앙정부는 카탈루냐 독립 국민투표를 불법으로 규정하고 이를 인정하지 않겠다고 밝혔다. 카탈루냐 독립 국민투표는 카탈루냐 지방의 전체 유권자 가운데 43.03%가 참가했으며 찬성 92.01%, 반대 7.99%로 가결되었다.
2017년 10월 11일에는 카를레스 푸지데몬 카탈루냐 자치 정부 수반은 카탈루냐 지방의회에서 연설을 진행했다. 카탈루냐의 독립을 원하는 주민들의 요구는 수용했지만 카탈루냐 독립선언은 보류하면서 스페인 중앙 정부와의 대화에 착수하려고 했다. 카탈루냐 독립 국민투표 결과를 보고받은 푸지데몬과 카탈루냐 지방의회 의원들은 독립선언서에 서명했지만 푸지데몬이 독립선언을 연기했기 때문에 보류 상태에 있었다. 카탈루냐 독립선언문은 모든 국가, 국제 기구가 카탈루냐 공화국을 독립 국가로 승인할 것을 요구하는 내용이 담겨 있다.
2017년 10월 11일 마리아노 라호이 전 총리는 카탈루냐 지방정부가 독립선언을 했는지의 여부를 5일 이내에 응답할 것을 요구했지만 푸지데몬은 10월 16일까지도 명확한 응답을 보내지 않았다. 스페인 중앙 정부는 10월 19일 오전 10시까지 카탈루냐 자치 정부에게 다시 응답할 것을 요구하면서 카탈루냐 자치 정부의 독립선언을 철회하라고 요구했다.
푸지데몬은 독립선언을 하지 않았다는 입장을 표명하면서 만약 스페인 중앙 정부가 스페인 헌법 제155조에 따라 카탈루냐 자치 정부에 대한 자치권 정지 결정이 내려지면 독립선언을 할 가능성이 있다고 밝혔다. 그러나 라호이 스페인 총리는 이에 불복하여 10월 21일에 카탈루냐 자치 정부의 자치권을 정지한다고 밝혔다.
카탈루냐 지방의회는 10월 27일에 회의를 열고 독립선언의 승인 여부를 묻는 투표를 진행하기로 결정했다. 한편 카탈루냐 독립 반대파에 속해 있던 야당 의원들은 투표가 실시되기 전에 퇴장했다. 카탈루냐 독립선언은 찬성 70표, 반대 10표, 기권 2표로 가결되었다.
한편 카탈루냐의 독립선언이 무효임을 규정한 스페인 중앙 정부는 카탈루냐 자치 정부를 해산시키고 카탈루냐를 스페인 중앙 정부의 직할 통치령으로 전환했다. 2017년 10월 30일에는 카를레스 푸지데몬은 스페인 당국의 사법 처리를 피하기 위해 카탈루냐 공화국 자치 정부에서 근무했던 자신의 동료들과 함께 벨기에로 피신했다. 2017년 10월 31일 스페인 헌법재판소는 카탈루냐 공화국의 카탈루냐 독립선언은 스페인 헌법에 위배된다고 판결했다.
2018년 5월 18일부터 취임한 카탈루냐 공화국의 행정수반인 스페인의 변호사이자 정치인이었던 킴 투라가 카탈루냐 공화국의 행정수반에 취임하여 현재까지 재임을 하고 있다.

## 외교 관계

### 국제적 승인
현재까지 카탈루냐 공화국을 주권 국가로 승인한 나라는 없다. 다음은 카탈루냐 공화국을 주권 국가로 승인하는 것을 거부한 국가, 스페인의 영토 통합과 헌법 질서를 지지하는 성명을 발표한 국가들이다.
- 감비아[5]
- 과테말라[6]
- 그리스[7]
- 기니[8]
- 나이지리아[9]
- 네덜란드[10]
- 노르웨이[11]
- 니카라과[12]
- 대한민국[13]
- 도미니카 공화국[14]
- 독일[15]
- 라트비아[16]
- 러시아[17]
- 레바논[18]
- 루마니아[19]
- 룩셈부르크[20]
- 리투아니아[21]
- 북마케도니아[22]
- 말레이시아[23]
- 말리[24]
- 멕시코[25]
- 모로코[26]
- 모리타니[27]
- 몰도바[28]
- 몰타[29]
- 미국[30]
- 바레인[31]
- 방글라데시[32]
- 베트남[33]
- 보스니아 헤르체고비나[34]
- 보츠와나[35]
- 볼리비아[36]
- 불가리아[37]
- 브라질[38]
- 세네갈[39]
- 세르비아[40]
- 수단[41]
- 스리랑카[42]
- 스웨덴[43]
- 스위스[44]
- 슬로바키아[45]
- 아랍에미리트[46]
- 아르헨티나[47]
- 아이티[48]
- 아일랜드[49]
- 아제르바이잔[50]
- 아프가니스탄[51]
- 안도라[52]
- 알바니아[53]
- 알제리[54]
- 에스토니아[55]
- 에콰도르[56]
- 영국[57]
- 오스트레일리아[58]
- 오스트리아[59]
- 온두라스[60]
- 요르단[61]
- 우루과이[62]
- 우크라이나[63]
- 이라크[64]
- 이탈리아[65]
- 인도[66]
- 인도네시아[67]
- 일본[68]
- 자메이카[69]
- 조지아[70]
- 중화인민공화국[71]
- 체코[72]
- 칠레[73]
- 카자흐스탄[74]
- 카타르[75]
- 캐나다[76]
- 코스타리카[77]
- 콜롬비아[78]
- 크로아티아[79]
- 키프로스[80]
- 튀르키예[81]
- 튀니지[82]
- 파나마[83]
- 파라과이[84]
- 페루[85]
- 포르투갈[86]
- 폴란드[87]
- 프랑스[88]
- 핀란드[89]

- 벨기에,  슬로베니아,  파키스탄: 카탈루냐의 독립 승인을 거부하면서도 카탈루냐 문제의 평화적 해결을 요구함.[90][91][92]
- 헝가리: 카탈루냐 문제는 스페인의 내정 문제임을 밝히면서도 카탈루냐 문제의 평화적 해결을 요구함.[93]
- 이스라엘: 카탈루냐 문제에 관한 스페인의 입장을 지지하거나 카탈루냐의 독립에는 반대하지는 않았지만 카탈루냐 공화국을 주권 국가로 승인하는 것에 대한 반대 성명을 발표함.[94] 그러나 최근 카탈루냐, 바스크, 갈리시아의 분리독립을 적극 반대하면서 이민자에게 강경 노선을 펼치고, 이스라엘의 요르단 강 서안 지구 및 가자 지구 합병을 적극 지지하며, 유대인들을 학살했던 프랑코 팔랑헤 전신 정당인 스페인 인민당과는 다르게, 자기들의 스페인 팔랑헤군의 유대인 대학살 역사에 대해서 이스라엘 정부 앞에서 진심으로 반성하고 있고, 이스라엘과 대외 관계가 소극적인 스페인 사회당이나 스페인 인민당과 다르게, 이스라엘과 스페인의 친선 관계를 다시 복원하려는 의지를 보이고 있으며, 현 이스라엘 베냐민 네타냐후 총리와 리쿠드당에게 적극적으로 우호적인 행보를 많이 보이고 있는 스페인의 친-이스라엘 극우정당 복스 (VOX)의 출현 이후, 이스라엘 정부의 카탈루냐 입장에 대해서 다시 재검토 중.
- 베네수엘라: 카탈루냐 문제에 대한 입장을 밝히지는 않았지만 카탈루냐 주민들에 대한 연대 의사를 밝힘. 또한 카탈루냐의 '정치범들'의 석방을 촉구하는 성명을 발표함.[95]

### 유럽 연합과의 관계
카탈루냐는 스페인의 자치 지방이기 때문에 유럽 연합, 유로존, 솅겐 지역의 일부로 남아 있다. 카탈루냐가 독립을 선언하기 이전에는 카탈루냐가 독립 국가가 된 경우에 유럽 연합과 그 외의 국제 기구에서 회원국 자격을 유지할 것인지에 대한 논의가 진행되었다. 2014년 스코틀랜드 독립 국민투표 기간에도 이와 관련된 논의가 있었다.
유럽 연합의 조약에서는 특정 회원국의 일부가 분리 독립한 경우에는 유럽 연합 회원국 지위를 상실한다고 명시되어 있다. 유럽 위원회의 '프로디 독트린' 규정에 따르면 유럽 연합 회원국에서 분리 독립한 국가는 유럽 연합 회원국 지위를 상실하게 되며 유럽 연합 회원국 가입을 새로 신청하는 절차를 거쳐야 한다고 규정하고 있다. 도날트 투스크 유럽 이사회 의장은 카탈루냐의 독립선언에 대해 스페인 정부를 유럽 연합과 함께 카탈루냐 문제를 논의할 수 있는 유일한 대화 상대로 규정했다.

## 같이 보기
- 2017년 스페인 헌정위기
- 카탈루냐 독립운동